# 陳文林
陳文林（1913年7月30日—2001年2月6日），也譯作陳文覽，又名查爾斯·陳文林，藥劑師，1969年至1973年任越南共和國外交部長。

## 生平
1913年7月30日，:659他出生於堤岸一個富裕的華裔房產商家庭，到北方學習後於1939年畢業於河內印度支那大學院。

## 政治生涯
1952年陈文林被選入西貢市議會，進入政界。1955年，當法國人撤出越南，吳廷琰建立共和國後，他入選越南共和國制憲會議，並於1956-57年當選爲會議主席。1961年，他被任命爲第一位駐澳大利亞和紐西蘭的越南大使。1964年離開政壇回國擔任工商銀行管理會主席至1967年。
第二共和國時期，陈文林再次參政，並從1969年擔任越南共和國外交部長至1973年簽署《巴黎和平協約》后。他是巴黎協定談判越南共和國代表團的團長。
離開內閣后，他聯名“團結進步”（Đoàn Kết để Tiến Bộ）參選上議院，擔任越南共和國上議院主席至1975年。
1975年後，陳文林前往澳大利亞避難。在澳大利亞，他的跌宕起伏的人生被澳大利亞廣播公司電視台記錄在一部名爲《羅盤上的所有方向》（All Points of the Compass）的紀錄片中。
陈文林2001年2月6日在堪培拉去世。

## 榮譽
- 中華民國大綬卿雲勳章[10]
- 中華民國大綬景星勳章[11]